# 沢代りず
沢代 りず（さわしろ りず）は日本の女性声優。主にアダルトゲームに声をあてている。

## 出演作品
太字は主役・メインキャラクター

### OVA
- 都合のよいセックスフレンド? 〜SF戦争勃発!! 私の武器はこの身体編〜（清水 美紗子）[1]
- 都合のよいセックスフレンド? 〜激撮！密着SF24時!? エロエロ捜査最前線編〜（清水 美紗子）[2]

### ゲーム
2010年
- 妹（に）交姦（される兄）の会（水無瀬 穂香）
- Venus Blood -EMPIRE-（ジルトニラ）
- 感染って発情アクメ菌! -精にまみれた女学園-（明石 柚子）
- おっぱい戦争 -巨乳VS貧乳-（テレサ・プレマダーサ、アニー、貧乳族親衛隊）
- すぷらっしゅ!（水瀬 鈴）
- 中出しスパイの挿入捜査 -子宮の平和は俺が守る!-（草壁 るり）
- 裸の王様（菱野 千奈美）
- 孕まサンタの中出しメリークリスマス（白雪 愛乃、葛西 奈央）

2011年
- 吸血とHは放課後に（水咲 希）
- 小夜子（平 結愛）
- 純潔★女神さまっ!「種付けしてください、ダンナさまっ!」（ヴィシュヌ）
- 操心術0（姫神 七聖、瀬戸口 篠）
- 超魔汁! 〜精液充填ダンジョン攻略〜（レン）
- 都合のよいセックスフレンド?（清水 美紗子）

2012年
- 夜勤病棟零（祁答院 英莉）
- 団地妻となう。（川名 純菜）
- 妹が僕を狙ってる（悠木 智花）
- おしえて☆エッチなレシピ -アナタとワタシのあま〜いせいかつ!-（瀬能 踊子）
- ××な彼女のつくりかた2（カスタムヒロインプロフィールタイプ2）
- seal Best collection3 seal vs. Re:Verse -俺よりエロい奴に会いに行く…- 
- 巨乳ファンタジー2（エリュシア）
- えれくと!（白戸 兎）
- パパラブ2軒目 〜私たちみ〜んな、お父さん大好き!〜（時田 陽万里）

2015年
- アヤカシ散華（末森 お通）

### ソーシャルゲーム
- Quiz of Walkure（ミミーメ、ぴーちゃん 、ナディ、ローシェ、リューファ）[21]